# Yverdon-Sport FC
El Yverdon-Sport FC es un club de fútbol suizo, de la ciudad de Yverdon-les-Bains en Vaud. Fue fundado en 1948 y juega en la Challenge League.

## Uniforme
- Uniforme titular: Camiseta blanca, pantalón verde, medias blancas.
- Uniforme alternativo: Camiseta verde, pantalón verde, medias verdes.

## Jugadores

### Jugadores destacados
- Marko Pantelić
- Sócrates Oliveira Fonseca
- Achille Njanke
- David Eto'o
- Biscotte
- Mario Gavranović
- Michaël Bauch
- Bertrand N'Dzomo
- Ayoub Rachane
- Slobodan Rojević
- Lucien Dénervaud
- Marek Citko
- Francisco Aguirre
- Alex Nyarko

## Palmarés

### Torneos nacionales
- Challenge League (2): 2005, 2023
- Promotion League (1): 2021